# Élections municipales de 2026 dans le Finistère
Des élections municipales dans le Finistère auront lieu en mars 2026. 
Cette page traite uniquement des communes de plus de 2 500 habitants.

## Résultats à l'échelle du département

### Maires sortants et maires élus
| Commune                     | Population (en 2022) | Maire sortant(e)          | Parti | Parti | Maire élu(e) | Parti | Parti |
| --------------------------- | -------------------- | ------------------------- | ----- | ----- | ------------ | ----- | ----- |
| Audierne                    | 3 708                | Gurvan Kerloc'h           |       | DVG   |              |       |       |
| Bannalec                    | 5 707                | Christophe Le Roux        |       | DVG   |              |       |       |
| Bénodet                     | 3 878                | Christian Pennanech       |       | LR    |              |       |       |
| Bohars                      | 3 671                | Armel Gourvil             |       | DVD   |              |       |       |
| Bourg-Blanc                 | 3 544                | Bernard Gibergues         |       | LR    |              |       |       |
| Brest                       | 140 993              | François Cuillandre       |       | PS    |              |       |       |
| Briec                       | 5 815                | Thomas Férec              |       | PS    |              |       |       |
| Carantec                    | 3 261                | Nicole Ségalen-Hamon      |       | DVG   |              |       |       |
| Carhaix-Plouguer            | 7 326                | Christian Troadec         |       | PLB   |              |       |       |
| Châteaulin                  | 5 106                | Gaëlle Nicolas            |       | LR    |              |       |       |
| Châteauneuf-du-Faou         | 3 646                | Tugdual Braban            |       | DVG   |              |       |       |
| Cléder                      | 3 582                | Jean-Noël Edern           |       | DVD   |              |       |       |
| Clohars-Carnoët             | 4 701                | Jacques Juloux            |       | PS    |              |       |       |
| Combrit                     | 4 271                | Christian Loussouarn      |       | DVG   |              |       |       |
| Concarneau                  | 20 632               | Marc Bigot                |       | DVD   |              |       |       |
| Crozon                      | 7 410                | Patrick Berthelot         |       | RE    |              |       |       |
| Douarnenez                  | 14 188               | Jocelyne Poitevin         |       | DVD   |              |       |       |
| Elliant                     | 3 379                | René Le Baron             |       | UDI   |              |       |       |
| Ergué-Gabéric               | 8 576                | Hervé Herry               |       | DVD   |              |       |       |
| Le Folgoët                  | 3 290                | Pascal Kerboul            |       | DVD   |              |       |       |
| La Forêt-Fouesnant          | 3 485                | Daniel Goyat              |       | DVD   |              |       |       |
| Fouesnant                   | 10 204               | Roger Le Goff             |       | LR    |              |       |       |
| Gouesnou                    | 6 412                | Stéphane Roudaut          |       | DVD   |              |       |       |
| Guilers                     | 8 221                | Pierre Ogor               |       | DVD   |              |       |       |
| Guipavas                    | 15 401               | Fabrice Jacob             |       | DVD   |              |       |       |
| Landéda                     | 3 669                | David Kerlan              |       | DVG   |              |       |       |
| Landerneau                  | 16 327               | Patrick Leclerc           |       | DVD   |              |       |       |
| Landivisiau                 | 9 197                | Laurence Claisse          |       | DVD   |              |       |       |
| Lannilis                    | 5 712                | Jean-François Tréguer     |       | DVD   |              |       |       |
| Lesneven                    | 7 471                | Claudie Balcon            |       | DVG   |              |       |       |
| Locmaria-Plouzané           | 5 160                | Viviane Godebert          |       | DVD   |              |       |       |
| Loctudy                     | 4 043                | Serge Guilloux            |       | DVC   |              |       |       |
| Loperhet                    | 3 952                | Nathalie Godet            |       | DVD   |              |       |       |
| Melgven                     | 3 427                | Catherine Esvant          |       | DVG   |              |       |       |
| Mellac                      | 3 371                | Franck Chapoulie          |       | PS    |              |       |       |
| Milizac-Guipronvel          | 4 733                | Bernard Quillévéré        |       | DVG   |              |       |       |
| Moëlan-sur-Mer              | 6 763                | Marie-Louise Grisel       |       | DVG   |              |       |       |
| Morlaix                     | 15 220               | Jean-Paul Vermot          |       | PS    |              |       |       |
| Penmarch                    | 5 320                | Gwenola Le Troadec        |       | DVG   |              |       |       |
| Plabennec                   | 8 633                | Marie-Annick Creac'hcadec |       | LR    |              |       |       |
| Pleuven                     | 3 298                | David Del Nero            |       | DVG   |              |       |       |
| Pleyben                     | 3 649                | Amélie Caro               |       | DVD   |              |       |       |
| Pleyber-Christ              | 3 175                | Julien Kerguillec         |       | LFI   |              |       |       |
| Plobannalec-Lesconil        | 3 694                | Cyrille Le Cléac'h        |       | DVD   |              |       |       |
| Plogonnec                   | 3 223                | Didier Leroy              |       | DVD   |              |       |       |
| Plomelin                    | 4 216                | Dominique Le Roux         |       | DVD   |              |       |       |
| Plomeur                     | 3 877                | Ronan Credou              |       | DVD   |              |       |       |
| Plonéour-Lanvern            | 6 403                | Josiane Kerloch           |       | UDI   |              |       |       |
| Plouarzel                   | 3 987                | André Talarmin            |       | DVD   |              |       |       |
| Ploudalmézeau               | 6 440                | David Carréga             |       | DVD   |              |       |       |
| Ploudaniel                  | 3 738                | Pierre Guiziou            |       | DVD   |              |       |       |
| Plouédern                   | 3 062                | Bernard Goalec            |       | DVD   |              |       |       |
| Plouescat                   | 3 549                | Éric Le Bour              |       | MoDem |              |       |       |
| Plougasnou                  | 3 035                | Nathalie Bernard          |       | G·s   |              |       |       |
| Plougastel-Daoulas          | 13 431               | Dominique Cap             |       | LR    |              |       |       |
| Plougonvelin                | 4 520                | Bernard Gouérec           |       | DVD   |              |       |       |
| Plougonven                  | 3 398                | Bernadette Auffret        |       | DVD   |              |       |       |
| Plouguerneau                | 6 719                | Yannick Robin             |       | DVG   |              |       |       |
| Plouhinec                   | 3 923                | Yvan Moullec              |       | UDI   |              |       |       |
| Plouigneau                  | 5 039                | Joëlle Huon               |       | PS    |              |       |       |
| Plourin-lès-Morlaix         | 4 529                | Guy Pennec                |       | PS    |              |       |       |
| Plouvien                    | 3 930                | Hervé Oldani              |       | DVD   |              |       |       |
| Plouzané                    | 13 437               | Yves Du Buit              |       | HOR   |              |       |       |
| Pluguffan                   | 4 229                | Alain Decourchelle        |       | RE    |              |       |       |
| Pont-de-Buis-lès-Quimerch   | 3 571                | Pascal Prigent            |       | PS    |              |       |       |
| Pont-l'Abbé                 | 8 403                | Stéphane Le Doaré         |       | LR    |              |       |       |
| Quimper                     | 64 530               | Isabelle Assih            |       | PS    |              |       |       |
| Quimperlé                   | 12 444               | Michaël Quernez           |       | PS    |              |       |       |
| Le Relecq-Kerhuon           | 11 837               | Laurent Péron             |       | PS    |              |       |       |
| Riec-sur-Bélon              | 4 374                | Sébastien Miossec         |       | PS    |              |       |       |
| Roscoff                     | 3 318                | Odile Thubert-Montagne    |       | LÉ    |              |       |       |
| Rosporden                   | 7 580                | Michel Loussouarn         |       | DVG   |              |       |       |
| Saint-Évarzec               | 3 491                | René Rocuet               |       | DVD   |              |       |       |
| Saint-Martin-des-Champs     | 4 792                | François Hamon            |       | PS    |              |       |       |
| Saint-Pol-de-Léon           | 6 841                | Stéphane Cloarec          |       | DVD   |              |       |       |
| Saint-Renan                 | 8 454                | Gilles Mounier            |       | DVD   |              |       |       |
| Saint-Thégonnec Loc-Eguiner | 3 118                | Solange Creignou          |       | PS    |              |       |       |
| Saint-Yvi                   | 3 418                | Guy Pagnard               |       | PS    |              |       |       |
| Scaër                       | 5 197                | Jean-Yves Le Goff         |       | DVD   |              |       |       |
| Trégunc                     | 7 094                | Olivier Bellec            |       | PS    |              |       |       |

### Résultats en nombre de maires
| Partis       | Partis                               | Maires sortants | Maires élus | Évolution |
| ------------ | ------------------------------------ | --------------- | ----------- | --------- |
|              | Divers droite                        | 30              |             |           |
|              | Les Républicains                     | 8               |             |           |
| Total droite | Total droite                         | 38              |             |           |
|              | Parti socialiste                     | 16              |             |           |
|              | Divers gauche                        | 14              |             |           |
|              | Les Écologistes                      | 1               |             |           |
|              | La France insoumise                  | 1               |             |           |
|              | Génération.s                         | 1               |             |           |
|              | Pour la Bretagne !                   | 1               |             |           |
| Total gauche | Total gauche                         | 34              |             |           |
|              | Union des démocrates et indépendants | 3               |             |           |
|              | Renaissance                          | 2               |             |           |
|              | Divers centre                        | 1               |             |           |
|              | Horizons                             | 1               |             |           |
|              | Mouvement démocrate                  | 1               |             |           |
| Total centre | Total centre                         | 8               |             |           |
| Total        | Total                                | 80              | 80          | -         |

## Résultats dans les communes de plus de 3 000 habitants

### Audierne
- Maire sortant : Gurvan Kerloc'h (DVG), ne se représente pas[2].
- 27 sièges à pourvoir au conseil municipal (population légale 2022 : 3 708 habitants)
- 7 sièges à pourvoir au conseil communautaire (CC Cap Sizun - Pointe du Raz)

| Tête de liste | Tête de liste | Parti(s) | Nuance | Premier tour | Premier tour | Second tour | Second tour | Sièges | Sièges |
| Tête de liste | Tête de liste | Parti(s) | Nuance | Voix         | %            | Voix        | %           | CM     | CC     |
| ------------- | ------------- | -------- | ------ | ------------ | ------------ | ----------- | ----------- | ------ | ------ |

### Bannalec
- Maire sortant : Christophe Le Roux (DVG)
- 29 sièges à pourvoir au conseil municipal (population légale 2022 : 5 707 habitants)
- 5 sièges à pourvoir au conseil communautaire (Quimperlé Communauté)

| Tête de liste | Tête de liste | Parti(s) | Nuance | Premier tour | Premier tour | Second tour | Second tour | Sièges | Sièges |
| Tête de liste | Tête de liste | Parti(s) | Nuance | Voix         | %            | Voix        | %           | CM     | CC     |
| ------------- | ------------- | -------- | ------ | ------------ | ------------ | ----------- | ----------- | ------ | ------ |

### Bénodet
- Maire sortant : Christian Pennanech (LR)
- 27 sièges à pourvoir au conseil municipal (population légale 2022 : 3 878 habitants)
- 5 sièges à pourvoir au conseil communautaire (CC du Pays fouesnantais)

| Tête de liste | Tête de liste | Parti(s) | Nuance | Premier tour | Premier tour | Second tour | Second tour | Sièges | Sièges |
| Tête de liste | Tête de liste | Parti(s) | Nuance | Voix         | %            | Voix        | %           | CM     | CC     |
| ------------- | ------------- | -------- | ------ | ------------ | ------------ | ----------- | ----------- | ------ | ------ |

### Bohars
- Maire sortant : Armel Gourvil (DVD)
- 27 sièges à pourvoir au conseil municipal (population légale 2022 : 3 671 habitants)
- 2 sièges à pourvoir au conseil communautaire (Brest Métropole)

| Tête de liste | Tête de liste | Parti(s) | Nuance | Premier tour | Premier tour | Second tour | Second tour | Sièges | Sièges |
| Tête de liste | Tête de liste | Parti(s) | Nuance | Voix         | %            | Voix        | %           | CM     | CC     |
| ------------- | ------------- | -------- | ------ | ------------ | ------------ | ----------- | ----------- | ------ | ------ |

### Bourg-Blanc
- Maire sortant : Bernard Gibergues (LR)
- 27 sièges à pourvoir au conseil municipal (population légale 2022 : 3 544 habitants)
- 4 sièges à pourvoir au conseil communautaire (CC du pays des Abers)

| Tête de liste | Tête de liste | Parti(s) | Nuance | Premier tour | Premier tour | Second tour | Second tour | Sièges | Sièges |
| Tête de liste | Tête de liste | Parti(s) | Nuance | Voix         | %            | Voix        | %           | CM     | CC     |
| ------------- | ------------- | -------- | ------ | ------------ | ------------ | ----------- | ----------- | ------ | ------ |

### Brest
- Maire sortant : François Cuillandre (PS)
- 55 sièges à pourvoir au conseil municipal (population légale 2022 : 140 993 habitants)
- 33 sièges à pourvoir au conseil communautaire (Brest Métropole)

| Tête de liste | Tête de liste | Parti(s) | Nuance | Premier tour | Premier tour | Second tour | Second tour | Sièges | Sièges |
| Tête de liste | Tête de liste | Parti(s) | Nuance | Voix         | %            | Voix        | %           | CM     | CC     |
| ------------- | ------------- | -------- | ------ | ------------ | ------------ | ----------- | ----------- | ------ | ------ |

### Briec
- Maire sortant : Thomas Férec (PS)
- 29 sièges à pourvoir au conseil municipal (population légale 2022 : 5 815 habitants)
- 4 sièges à pourvoir au conseil communautaire (Quimper Bretagne occidentale)

| Tête de liste | Tête de liste | Parti(s) | Nuance | Premier tour | Premier tour | Second tour | Second tour | Sièges | Sièges |
| Tête de liste | Tête de liste | Parti(s) | Nuance | Voix         | %            | Voix        | %           | CM     | CC     |
| ------------- | ------------- | -------- | ------ | ------------ | ------------ | ----------- | ----------- | ------ | ------ |

### Carantec
- Maire sortante : Nicole Ségalen-Hamon (DVG)
- 23 sièges à pourvoir au conseil municipal (population légale 2022 : 3 261 habitants)
- 2 sièges à pourvoir au conseil communautaire (Morlaix Communauté)

| Tête de liste | Tête de liste | Parti(s) | Nuance | Premier tour | Premier tour | Second tour | Second tour | Sièges | Sièges |
| Tête de liste | Tête de liste | Parti(s) | Nuance | Voix         | %            | Voix        | %           | CM     | CC     |
| ------------- | ------------- | -------- | ------ | ------------ | ------------ | ----------- | ----------- | ------ | ------ |

### Carhaix-Plouguer
- Maire sortant : Christian Troadec (PLB)
- 29 sièges à pourvoir au conseil municipal (population légale 2022 : 7 326 habitants)
- 13 sièges à pourvoir au conseil communautaire (Poher communauté)

| Tête de liste | Tête de liste | Parti(s) | Nuance | Premier tour | Premier tour | Second tour | Second tour | Sièges | Sièges |
| Tête de liste | Tête de liste | Parti(s) | Nuance | Voix         | %            | Voix        | %           | CM     | CC     |
| ------------- | ------------- | -------- | ------ | ------------ | ------------ | ----------- | ----------- | ------ | ------ |

### Châteaulin
- Maire sortante : Gaëlle Nicolas (LR)
- 29 sièges à pourvoir au conseil municipal (population légale 2022 : 5 106 habitants)
- 9 sièges à pourvoir au conseil communautaire (CC de Pleyben-Châteaulin-Porzay)

| Tête de liste | Tête de liste | Parti(s) | Nuance | Premier tour | Premier tour | Second tour | Second tour | Sièges | Sièges |
| Tête de liste | Tête de liste | Parti(s) | Nuance | Voix         | %            | Voix        | %           | CM     | CC     |
| ------------- | ------------- | -------- | ------ | ------------ | ------------ | ----------- | ----------- | ------ | ------ |

### Châteauneuf-du-Faou
- Maire sortant : Tugdual Braban (DVG)
- 27 sièges à pourvoir au conseil municipal (population légale 2022 : 3 646 habitants)
- 6 sièges à pourvoir au conseil communautaire (CC de Haute Cornouaille)

| Tête de liste | Tête de liste | Parti(s) | Nuance | Premier tour | Premier tour | Second tour | Second tour | Sièges | Sièges |
| Tête de liste | Tête de liste | Parti(s) | Nuance | Voix         | %            | Voix        | %           | CM     | CC     |
| ------------- | ------------- | -------- | ------ | ------------ | ------------ | ----------- | ----------- | ------ | ------ |

### Cléder
- Maire sortant : Jean-Noël Edern (DVD)
- 27 sièges à pourvoir au conseil municipal (population légale 2022 : 3 582 habitants)
- 5 sièges à pourvoir au conseil communautaire (Haut-Léon Communauté)

| Tête de liste | Tête de liste | Parti(s) | Nuance | Premier tour | Premier tour | Second tour | Second tour | Sièges | Sièges |
| Tête de liste | Tête de liste | Parti(s) | Nuance | Voix         | %            | Voix        | %           | CM     | CC     |
| ------------- | ------------- | -------- | ------ | ------------ | ------------ | ----------- | ----------- | ------ | ------ |

### Clohars-Carnoët
- Maire sortant : Jacques Juloux (PS), ne se représente pas[2].
- 27 sièges à pourvoir au conseil municipal (population légale 2022 : 4 701 habitants)
- 4 sièges à pourvoir au conseil communautaire (Quimperlé Communauté)

| Tête de liste | Tête de liste | Parti(s) | Nuance | Premier tour | Premier tour | Second tour | Second tour | Sièges | Sièges |
| Tête de liste | Tête de liste | Parti(s) | Nuance | Voix         | %            | Voix        | %           | CM     | CC     |
| ------------- | ------------- | -------- | ------ | ------------ | ------------ | ----------- | ----------- | ------ | ------ |

### Combrit
- Maire sortant : Christian Loussouarn (DVG)
- 27 sièges à pourvoir au conseil municipal (population légale 2022 : 4 271 habitants)
- 5 sièges à pourvoir au conseil communautaire (CC du Pays Bigouden Sud)

| Tête de liste | Tête de liste | Parti(s) | Nuance | Premier tour | Premier tour | Second tour | Second tour | Sièges | Sièges |
| Tête de liste | Tête de liste | Parti(s) | Nuance | Voix         | %            | Voix        | %           | CM     | CC     |
| ------------- | ------------- | -------- | ------ | ------------ | ------------ | ----------- | ----------- | ------ | ------ |

### Concarneau
- Maire sortant : Marc Bigot (DVD)
- 35 sièges à pourvoir au conseil municipal (population légale 2022 : 20 632 habitants)
- 18 sièges à pourvoir au conseil communautaire (Concarneau Cornouaille Agglomération)

| Tête de liste            | Tête de liste   | Parti(s) | Nuance | Premier tour | Premier tour | Second tour | Second tour | Sièges | Sièges |
| Tête de liste            | Tête de liste   | Parti(s) | Nuance | Voix         | %            | Voix        | %           | CM     | CC     |
| ------------------------ | --------------- | -------- | ------ | ------------ | ------------ | ----------- | ----------- | ------ | ------ |
|                          | Gilbert Le Bris | PS       |        |              |              |             |             |        |        |
|                          | À déterminer    | CCP      |        |              |              |             |             |        |        |
|                          | André Fidelin   | LR       |        |              |              |             |             |        |        |
|                          |                 |          |        |              |              |             |             |        |        |
| Exprimés                 |                 |          |        |              |              |             |             |        |        |
| Votes blancs             |                 |          |        |              |              |             |             |        |        |
| Votes nuls               |                 |          |        |              |              |             |             |        |        |
| Total                    | Total           | Total    | Total  |              | 100          |             | 100         | 35     | 18     |
| Absentions               |                 |          |        |              |              |             |             |        |        |
| Inscrits / participation |                 |          |        |              |              |             |             |        |        |

### Crozon
- Maire sortant : Patrick Berthelot (RE), ne se représente pas[2].
- 29 sièges à pourvoir au conseil municipal (population légale 2022 : 7 410 habitants)
- 10 sièges à pourvoir au conseil communautaire (CC Presqu'île de Crozon-Aulne maritime)

| Tête de liste | Tête de liste | Parti(s) | Nuance | Premier tour | Premier tour | Second tour | Second tour | Sièges | Sièges |
| Tête de liste | Tête de liste | Parti(s) | Nuance | Voix         | %            | Voix        | %           | CM     | CC     |
| ------------- | ------------- | -------- | ------ | ------------ | ------------ | ----------- | ----------- | ------ | ------ |

### Douarnenez
- Maire sortante : Jocelyne Poitevin (DVD)
- 33 sièges à pourvoir au conseil municipal (population légale 2022 : 14 188 habitants)
- 13 sièges à pourvoir au conseil communautaire (Douarnenez Communauté)

| Tête de liste | Tête de liste | Parti(s) | Nuance | Premier tour | Premier tour | Second tour | Second tour | Sièges | Sièges |
| Tête de liste | Tête de liste | Parti(s) | Nuance | Voix         | %            | Voix        | %           | CM     | CC     |
| ------------- | ------------- | -------- | ------ | ------------ | ------------ | ----------- | ----------- | ------ | ------ |

### Elliant
- Maire sortant : René Le Baron (UDI)
- 23 sièges à pourvoir au conseil municipal (population légale 2022 : 3 379 habitants)
- 3 sièges à pourvoir au conseil communautaire (Concarneau Cornouaille Agglomération)

| Tête de liste | Tête de liste | Parti(s) | Nuance | Premier tour | Premier tour | Second tour | Second tour | Sièges | Sièges |
| Tête de liste | Tête de liste | Parti(s) | Nuance | Voix         | %            | Voix        | %           | CM     | CC     |
| ------------- | ------------- | -------- | ------ | ------------ | ------------ | ----------- | ----------- | ------ | ------ |

### Ergué-Gabéric
- Maire sortant : Hervé Herry (DVD), ne se représente pas[2].
- 29 sièges à pourvoir au conseil municipal (population légale 2022 : 8 576 habitants)
- 6 sièges à pourvoir au conseil communautaire (Quimper Bretagne occidentale)

| Tête de liste | Tête de liste | Parti(s) | Nuance | Premier tour | Premier tour | Second tour | Second tour | Sièges | Sièges |
| Tête de liste | Tête de liste | Parti(s) | Nuance | Voix         | %            | Voix        | %           | CM     | CC     |
| ------------- | ------------- | -------- | ------ | ------------ | ------------ | ----------- | ----------- | ------ | ------ |

### Le Folgoët
- Maire sortant : Pascal Kerboul (DVD)
- 23 sièges à pourvoir au conseil municipal (population légale 2022 : 3 290 habitants)
- 4 sièges à pourvoir au conseil communautaire (Communauté Lesneven Côte des Légendes)

| Tête de liste | Tête de liste | Parti(s) | Nuance | Premier tour | Premier tour | Second tour | Second tour | Sièges | Sièges |
| Tête de liste | Tête de liste | Parti(s) | Nuance | Voix         | %            | Voix        | %           | CM     | CC     |
| ------------- | ------------- | -------- | ------ | ------------ | ------------ | ----------- | ----------- | ------ | ------ |

### La Forêt-Fouesnant
- Maire sortant : Daniel Goyat (DVD)
- 23 sièges à pourvoir au conseil municipal (population légale 2022 : 3 485 habitants)
- 5 sièges à pourvoir au conseil communautaire (CC du Pays fouesnantais)

| Tête de liste            | Tête de liste | Parti(s) | Nuance | Premier tour | Premier tour | Second tour | Second tour | Sièges | Sièges |
| Tête de liste            | Tête de liste | Parti(s) | Nuance | Voix         | %            | Voix        | %           | CM     | CC     |
| ------------------------ | ------------- | -------- | ------ | ------------ | ------------ | ----------- | ----------- | ------ | ------ |
|                          | Daniel Goyat, | DVD      |        |              |              |             |             |        |        |
|                          |               |          |        |              |              |             |             |        |        |
| Exprimés                 |               |          |        |              |              |             |             |        |        |
| Votes blancs             |               |          |        |              |              |             |             |        |        |
| Votes nuls               |               |          |        |              |              |             |             |        |        |
| Total                    | Total         | Total    | Total  |              | 100          |             | 100         | 23     | 5      |
| Absentions               |               |          |        |              |              |             |             |        |        |
| Inscrits / participation |               |          |        |              |              |             |             |        |        |

### Fouesnant
- Maire sortant : Roger Le Goff (LR)
- 33 sièges à pourvoir au conseil municipal (population légale 2022 : 10 204 habitants)
- 10 sièges à pourvoir au conseil communautaire (CC du Pays fouesnantais)

| Tête de liste | Tête de liste | Parti(s) | Nuance | Premier tour | Premier tour | Second tour | Second tour | Sièges | Sièges |
| Tête de liste | Tête de liste | Parti(s) | Nuance | Voix         | %            | Voix        | %           | CM     | CC     |
| ------------- | ------------- | -------- | ------ | ------------ | ------------ | ----------- | ----------- | ------ | ------ |

### Gouesnou
- Maire sortant : Stéphane Roudaut (DVD), ne se représente pas[2].
- 29 sièges à pourvoir au conseil municipal (population légale 2022 : 6 412 habitants)
- 3 sièges à pourvoir au conseil communautaire (Brest Métropole)

| Tête de liste | Tête de liste | Parti(s) | Nuance | Premier tour | Premier tour | Second tour | Second tour | Sièges | Sièges |
| Tête de liste | Tête de liste | Parti(s) | Nuance | Voix         | %            | Voix        | %           | CM     | CC     |
| ------------- | ------------- | -------- | ------ | ------------ | ------------ | ----------- | ----------- | ------ | ------ |

### Guilers
- Maire sortant : Pierre Ogor (DVD)
- 29 sièges à pourvoir au conseil municipal (population légale 2022 : 8 221 habitants)
- 4 sièges à pourvoir au conseil communautaire (Brest Métropole)

| Tête de liste | Tête de liste | Parti(s) | Nuance | Premier tour | Premier tour | Second tour | Second tour | Sièges | Sièges |
| Tête de liste | Tête de liste | Parti(s) | Nuance | Voix         | %            | Voix        | %           | CM     | CC     |
| ------------- | ------------- | -------- | ------ | ------------ | ------------ | ----------- | ----------- | ------ | ------ |

### Guipavas
- Maire sortant : Fabrice Jacob (DVD)
- 33 sièges à pourvoir au conseil municipal (population légale 2022 : 15 401 habitants)
- 7 sièges à pourvoir au conseil communautaire (Brest Métropole)

| Tête de liste | Tête de liste | Parti(s) | Nuance | Premier tour | Premier tour | Second tour | Second tour | Sièges | Sièges |
| Tête de liste | Tête de liste | Parti(s) | Nuance | Voix         | %            | Voix        | %           | CM     | CC     |
| ------------- | ------------- | -------- | ------ | ------------ | ------------ | ----------- | ----------- | ------ | ------ |

### Landéda
- Maire sortant : David Kerlan (DVG)
- 27 sièges à pourvoir au conseil municipal (population légale 2022 : 3 669 habitants)
- 4 sièges à pourvoir au conseil communautaire (CC du Pays des Abers)

| Tête de liste | Tête de liste | Parti(s) | Nuance | Premier tour | Premier tour | Second tour | Second tour | Sièges | Sièges |
| Tête de liste | Tête de liste | Parti(s) | Nuance | Voix         | %            | Voix        | %           | CM     | CC     |
| ------------- | ------------- | -------- | ------ | ------------ | ------------ | ----------- | ----------- | ------ | ------ |

### Landerneau
- Maire sortant : Patrick Leclerc (DVD)
- 33 sièges à pourvoir au conseil municipal (population légale 2022 : 16 327 habitants)
- 16 sièges à pourvoir au conseil communautaire (CA du Pays de Landerneau-Daoulas)

| Tête de liste | Tête de liste | Parti(s) | Nuance | Premier tour | Premier tour | Second tour | Second tour | Sièges | Sièges |
| Tête de liste | Tête de liste | Parti(s) | Nuance | Voix         | %            | Voix        | %           | CM     | CC     |
| ------------- | ------------- | -------- | ------ | ------------ | ------------ | ----------- | ----------- | ------ | ------ |

### Landivisiau
- Maire sortante : Laurence Claisse (DVD)
- 29 sièges à pourvoir au conseil municipal (population légale 2022 : 9 197 habitants)
- 11 sièges à pourvoir au conseil communautaire (CC du Pays de Landivisiau)

| Tête de liste | Tête de liste | Parti(s) | Nuance | Premier tour | Premier tour | Second tour | Second tour | Sièges | Sièges |
| Tête de liste | Tête de liste | Parti(s) | Nuance | Voix         | %            | Voix        | %           | CM     | CC     |
| ------------- | ------------- | -------- | ------ | ------------ | ------------ | ----------- | ----------- | ------ | ------ |

### Lannilis
- Maire sortant : Jean-François Tréguer (DVD)
- 29 sièges à pourvoir au conseil municipal (population légale 2022 : 5 712 habitants)
- 6 sièges à pourvoir au conseil communautaire (CC du pays des Abers)

| Tête de liste | Tête de liste | Parti(s) | Nuance | Premier tour | Premier tour | Second tour | Second tour | Sièges | Sièges |
| Tête de liste | Tête de liste | Parti(s) | Nuance | Voix         | %            | Voix        | %           | CM     | CC     |
| ------------- | ------------- | -------- | ------ | ------------ | ------------ | ----------- | ----------- | ------ | ------ |

### Lesneven
- Maire sortante : Claudie Balcon (DVD)
- 29 sièges à pourvoir au conseil municipal (population légale 2022 : 7 471 habitants)
- 10 sièges à pourvoir au conseil communautaire (Communauté Lesneven Côte des Légendes)

| Tête de liste | Tête de liste | Parti(s) | Nuance | Premier tour | Premier tour | Second tour | Second tour | Sièges | Sièges |
| Tête de liste | Tête de liste | Parti(s) | Nuance | Voix         | %            | Voix        | %           | CM     | CC     |
| ------------- | ------------- | -------- | ------ | ------------ | ------------ | ----------- | ----------- | ------ | ------ |

### Locmaria-Plouzané
- Maire sortante : Viviane Godebert (DVD)
- 29 sièges à pourvoir au conseil municipal (population légale 2022 : 5 160 habitants)
- 5 sièges à pourvoir au conseil communautaire (Pays d'Iroise Communauté)

| Tête de liste            | Tête de liste     | Parti(s) | Nuance | Premier tour | Premier tour | Second tour | Second tour | Sièges | Sièges |
| Tête de liste            | Tête de liste     | Parti(s) | Nuance | Voix         | %            | Voix        | %           | CM     | CC     |
| ------------------------ | ----------------- | -------- | ------ | ------------ | ------------ | ----------- | ----------- | ------ | ------ |
|                          | Viviane Godebert, | DVD      |        |              |              |             |             |        |        |
|                          |                   |          |        |              |              |             |             |        |        |
| Exprimés                 |                   |          |        |              |              |             |             |        |        |
| Votes blancs             |                   |          |        |              |              |             |             |        |        |
| Votes nuls               |                   |          |        |              |              |             |             |        |        |
| Total                    | Total             | Total    | Total  |              | 100          |             | 100         | 29     | 5      |
| Absentions               |                   |          |        |              |              |             |             |        |        |
| Inscrits / participation |                   |          |        |              |              |             |             |        |        |

### Loctudy
- Maire sortant : Serge Guilloux (DVC)
- 27 sièges à pourvoir au conseil municipal (population légale 2022 : 4 043 habitants)
- 5 sièges à pourvoir au conseil communautaire (CC du Pays Bigouden Sud)

| Tête de liste | Tête de liste | Parti(s) | Nuance | Premier tour | Premier tour | Second tour | Second tour | Sièges | Sièges |
| Tête de liste | Tête de liste | Parti(s) | Nuance | Voix         | %            | Voix        | %           | CM     | CC     |
| ------------- | ------------- | -------- | ------ | ------------ | ------------ | ----------- | ----------- | ------ | ------ |

### Loperhet
- Maire sortante : Nathalie Godet (DVD)
- 27 sièges à pourvoir au conseil municipal (population légale 2022 : 3 952 habitants)
- 3 sièges à pourvoir au conseil communautaire (CA du Pays de Landerneau-Daoulas)

| Tête de liste            | Tête de liste   | Parti(s) | Nuance | Premier tour | Premier tour | Second tour | Second tour | Sièges | Sièges |
| Tête de liste            | Tête de liste   | Parti(s) | Nuance | Voix         | %            | Voix        | %           | CM     | CC     |
| ------------------------ | --------------- | -------- | ------ | ------------ | ------------ | ----------- | ----------- | ------ | ------ |
|                          | Nathalie Godet, | DVD      |        |              |              |             |             |        |        |
|                          |                 |          |        |              |              |             |             |        |        |
| Exprimés                 |                 |          |        |              |              |             |             |        |        |
| Votes blancs             |                 |          |        |              |              |             |             |        |        |
| Votes nuls               |                 |          |        |              |              |             |             |        |        |
| Total                    | Total           | Total    | Total  |              | 100          |             | 100         | 27     | 3      |
| Absentions               |                 |          |        |              |              |             |             |        |        |
| Inscrits / participation |                 |          |        |              |              |             |             |        |        |

### Melgven
- Maire sortante : Catherine Esvant (DVG)
- 23 sièges à pourvoir au conseil municipal (population légale 2022 : 3 427 habitants)
- 3 sièges à pourvoir au conseil communautaire (Concarneau Cornouaille Agglomération)

| Tête de liste | Tête de liste | Parti(s) | Nuance | Premier tour | Premier tour | Second tour | Second tour | Sièges | Sièges |
| Tête de liste | Tête de liste | Parti(s) | Nuance | Voix         | %            | Voix        | %           | CM     | CC     |
| ------------- | ------------- | -------- | ------ | ------------ | ------------ | ----------- | ----------- | ------ | ------ |

### Mellac
- Maire sortant : Franck Chapoulie (PS)
- 23 sièges à pourvoir au conseil municipal (population légale 2022 : 3 371 habitants)
- 3 sièges à pourvoir au conseil communautaire (Quimperlé Communauté)

| Tête de liste | Tête de liste | Parti(s) | Nuance | Premier tour | Premier tour | Second tour | Second tour | Sièges | Sièges |
| Tête de liste | Tête de liste | Parti(s) | Nuance | Voix         | %            | Voix        | %           | CM     | CC     |
| ------------- | ------------- | -------- | ------ | ------------ | ------------ | ----------- | ----------- | ------ | ------ |

### Milizac-Guipronvel
- Maire sortant : Bernard Quillévéré (DVG)
- 29 sièges à pourvoir au conseil municipal (population légale 2022 : 4 733 habitants)
- 5 sièges à pourvoir au conseil communautaire (Pays d'Iroise Communauté)

| Tête de liste | Tête de liste | Parti(s) | Nuance | Premier tour | Premier tour | Second tour | Second tour | Sièges | Sièges |
| Tête de liste | Tête de liste | Parti(s) | Nuance | Voix         | %            | Voix        | %           | CM     | CC     |
| ------------- | ------------- | -------- | ------ | ------------ | ------------ | ----------- | ----------- | ------ | ------ |

### Moëlan-sur-Mer
- Maire sortante : Marie-Louise Grisel (DVG)
- 29 sièges à pourvoir au conseil municipal (population légale 2022 : 6 763 habitants)
- 6 sièges à pourvoir au conseil communautaire (Quimperlé Communauté)

| Tête de liste | Tête de liste | Parti(s) | Nuance | Premier tour | Premier tour | Second tour | Second tour | Sièges | Sièges |
| Tête de liste | Tête de liste | Parti(s) | Nuance | Voix         | %            | Voix        | %           | CM     | CC     |
| ------------- | ------------- | -------- | ------ | ------------ | ------------ | ----------- | ----------- | ------ | ------ |

### Morlaix
- Maire sortant : Jean-Paul Vermot (PS)
- 33 sièges à pourvoir au conseil municipal (population légale 2022 : 15 220 habitants)
- 12 sièges à pourvoir au conseil communautaire (Morlaix Communauté)

| Tête de liste | Tête de liste | Parti(s) | Nuance | Premier tour | Premier tour | Second tour | Second tour | Sièges | Sièges |
| Tête de liste | Tête de liste | Parti(s) | Nuance | Voix         | %            | Voix        | %           | CM     | CC     |
| ------------- | ------------- | -------- | ------ | ------------ | ------------ | ----------- | ----------- | ------ | ------ |

### Penmarch
- Maire sortant : Gwenola Le Troadec (DVG), ne se représente pas[2].
- 29 sièges à pourvoir au conseil municipal (population légale 2022 : 5 320 habitants)
- 6 sièges à pourvoir au conseil communautaire (CC du Pays Bigouden Sud)

| Tête de liste | Tête de liste | Parti(s) | Nuance | Premier tour | Premier tour | Second tour | Second tour | Sièges | Sièges |
| Tête de liste | Tête de liste | Parti(s) | Nuance | Voix         | %            | Voix        | %           | CM     | CC     |
| ------------- | ------------- | -------- | ------ | ------------ | ------------ | ----------- | ----------- | ------ | ------ |

### Plabennec
- Maire sortante : Marie-Annick Creac'hcadec (LR)
- 29 sièges à pourvoir au conseil municipal (population légale 2022 : 8 633 habitants)
- 9 sièges à pourvoir au conseil communautaire (CC du pays des Abers)

| Tête de liste | Tête de liste | Parti(s) | Nuance | Premier tour | Premier tour | Second tour | Second tour | Sièges | Sièges |
| Tête de liste | Tête de liste | Parti(s) | Nuance | Voix         | %            | Voix        | %           | CM     | CC     |
| ------------- | ------------- | -------- | ------ | ------------ | ------------ | ----------- | ----------- | ------ | ------ |

### Pleuven
- Maire sortant : David Del Nero (DVG)
- 23 sièges à pourvoir au conseil municipal (population légale 2022 : 3 298 habitants)
- 4 sièges à pourvoir au conseil communautaire (CC du Pays fouesnantais)

| Tête de liste            | Tête de liste   | Parti(s) | Nuance | Premier tour | Premier tour | Second tour | Second tour | Sièges | Sièges |
| Tête de liste            | Tête de liste   | Parti(s) | Nuance | Voix         | %            | Voix        | %           | CM     | CC     |
| ------------------------ | --------------- | -------- | ------ | ------------ | ------------ | ----------- | ----------- | ------ | ------ |
|                          | David Del Nero, | DVG      |        |              |              |             |             |        |        |
|                          |                 |          |        |              |              |             |             |        |        |
| Exprimés                 |                 |          |        |              |              |             |             |        |        |
| Votes blancs             |                 |          |        |              |              |             |             |        |        |
| Votes nuls               |                 |          |        |              |              |             |             |        |        |
| Total                    | Total           | Total    | Total  |              | 100          |             | 100         | 23     | 4      |
| Absentions               |                 |          |        |              |              |             |             |        |        |
| Inscrits / participation |                 |          |        |              |              |             |             |        |        |

### Pleyben
- Maire sortante : Amélie Caro (DVD)
- 27 sièges à pourvoir au conseil municipal (population légale 2022 : 3 649 habitants)
- 6 sièges à pourvoir au conseil communautaire (CC de Pleyben-Châteaulin-Porzay)

| Tête de liste | Tête de liste | Parti(s) | Nuance | Premier tour | Premier tour | Second tour | Second tour | Sièges | Sièges |
| Tête de liste | Tête de liste | Parti(s) | Nuance | Voix         | %            | Voix        | %           | CM     | CC     |
| ------------- | ------------- | -------- | ------ | ------------ | ------------ | ----------- | ----------- | ------ | ------ |

### Pleyber-Christ
- Maire sortant : Julien Kerguillec (LFI)
- 23 sièges à pourvoir au conseil municipal (population légale 2022 : 3 175 habitants)
- 2 sièges à pourvoir au conseil communautaire (Morlaix Communauté)

| Tête de liste | Tête de liste | Parti(s) | Nuance | Premier tour | Premier tour | Second tour | Second tour | Sièges | Sièges |
| Tête de liste | Tête de liste | Parti(s) | Nuance | Voix         | %            | Voix        | %           | CM     | CC     |
| ------------- | ------------- | -------- | ------ | ------------ | ------------ | ----------- | ----------- | ------ | ------ |

### Plobannalec-Lesconil
- Maire sortant : Cyrille Le Cléac'h (DVD)
- 27 sièges à pourvoir au conseil municipal (population légale 2022 : 3 694 habitants)
- 4 sièges à pourvoir au conseil communautaire (CC du Pays Bigouden Sud)

| Tête de liste | Tête de liste | Parti(s) | Nuance | Premier tour | Premier tour | Second tour | Second tour | Sièges | Sièges |
| Tête de liste | Tête de liste | Parti(s) | Nuance | Voix         | %            | Voix        | %           | CM     | CC     |
| ------------- | ------------- | -------- | ------ | ------------ | ------------ | ----------- | ----------- | ------ | ------ |

### Plogonnec
- Maire sortant : Didier Leroy (DVD)
- 23 sièges à pourvoir au conseil municipal (population légale 2022 : 3 223 habitants)
- 2 sièges à pourvoir au conseil communautaire (Quimper Bretagne occidentale)

| Tête de liste | Tête de liste | Parti(s) | Nuance | Premier tour | Premier tour | Second tour | Second tour | Sièges | Sièges |
| Tête de liste | Tête de liste | Parti(s) | Nuance | Voix         | %            | Voix        | %           | CM     | CC     |
| ------------- | ------------- | -------- | ------ | ------------ | ------------ | ----------- | ----------- | ------ | ------ |

### Plomelin
- Maire sortant : Dominique Le Roux (DVD)
- 27 sièges à pourvoir au conseil municipal (population légale 2022 : 4 216 habitants)
- 3 sièges à pourvoir au conseil communautaire (Quimper Bretagne occidentale)

| Tête de liste | Tête de liste | Parti(s) | Nuance | Premier tour | Premier tour | Second tour | Second tour | Sièges | Sièges |
| Tête de liste | Tête de liste | Parti(s) | Nuance | Voix         | %            | Voix        | %           | CM     | CC     |
| ------------- | ------------- | -------- | ------ | ------------ | ------------ | ----------- | ----------- | ------ | ------ |

### Plomeur
- Maire sortant : Ronan Credou (DVD)
- 27 sièges à pourvoir au conseil municipal (population légale 2022 : 3 877 habitants)
- 4 sièges à pourvoir au conseil communautaire (CC du Pays Bigouden Sud)

| Tête de liste | Tête de liste | Parti(s) | Nuance | Premier tour | Premier tour | Second tour | Second tour | Sièges | Sièges |
| Tête de liste | Tête de liste | Parti(s) | Nuance | Voix         | %            | Voix        | %           | CM     | CC     |
| ------------- | ------------- | -------- | ------ | ------------ | ------------ | ----------- | ----------- | ------ | ------ |

### Plonéour-Lanvern
- Maire sortante : Josiane Kerloch (UDI)
- 29 sièges à pourvoir au conseil municipal (population légale 2022 : 6 403 habitants)
- 11 sièges à pourvoir au conseil communautaire (CC du Haut Pays Bigouden)

| Tête de liste            | Tête de liste   | Parti(s) | Nuance | Premier tour | Premier tour | Second tour | Second tour | Sièges | Sièges |
| Tête de liste            | Tête de liste   | Parti(s) | Nuance | Voix         | %            | Voix        | %           | CM     | CC     |
| ------------------------ | --------------- | -------- | ------ | ------------ | ------------ | ----------- | ----------- | ------ | ------ |
|                          | Martine Olivier | UDI-AC   |        |              |              |             |             |        |        |
|                          |                 |          |        |              |              |             |             |        |        |
| Exprimés                 |                 |          |        |              |              |             |             |        |        |
| Votes blancs             |                 |          |        |              |              |             |             |        |        |
| Votes nuls               |                 |          |        |              |              |             |             |        |        |
| Total                    | Total           | Total    | Total  |              | 100          |             | 100         | 29     | 11     |
| Absentions               |                 |          |        |              |              |             |             |        |        |
| Inscrits / participation |                 |          |        |              |              |             |             |        |        |

### Plouarzel
- Maire sortant : André Talarmin (DVD)
- 27 sièges à pourvoir au conseil municipal (population légale 2022 : 3 987 habitants)
- 4 sièges à pourvoir au conseil communautaire (Pays d'Iroise Communauté)

| Tête de liste | Tête de liste | Parti(s) | Nuance | Premier tour | Premier tour | Second tour | Second tour | Sièges | Sièges |
| Tête de liste | Tête de liste | Parti(s) | Nuance | Voix         | %            | Voix        | %           | CM     | CC     |
| ------------- | ------------- | -------- | ------ | ------------ | ------------ | ----------- | ----------- | ------ | ------ |

### Ploudalmézeau
- Maire sortant : David Carréga (DVD)
- 29 sièges à pourvoir au conseil municipal (population légale 2022 : 6 440 habitants)
- 7 sièges à pourvoir au conseil communautaire (Pays d'Iroise Communauté)

| Tête de liste | Tête de liste | Parti(s) | Nuance | Premier tour | Premier tour | Second tour | Second tour | Sièges | Sièges |
| Tête de liste | Tête de liste | Parti(s) | Nuance | Voix         | %            | Voix        | %           | CM     | CC     |
| ------------- | ------------- | -------- | ------ | ------------ | ------------ | ----------- | ----------- | ------ | ------ |

### Ploudaniel
- Maire sortant : Pierre Guiziou (DVD)
- 27 sièges à pourvoir au conseil municipal (population légale 2022 : 3 738 habitants)
- 5 sièges à pourvoir au conseil communautaire (Communauté Lesneven Côte des Légendes)

| Tête de liste | Tête de liste | Parti(s) | Nuance | Premier tour | Premier tour | Second tour | Second tour | Sièges | Sièges |
| Tête de liste | Tête de liste | Parti(s) | Nuance | Voix         | %            | Voix        | %           | CM     | CC     |
| ------------- | ------------- | -------- | ------ | ------------ | ------------ | ----------- | ----------- | ------ | ------ |

### Plouédern
- Maire sortant : Bernard Goalec (DVD)
- 23 sièges à pourvoir au conseil municipal (population légale 2022 : 3 062 habitants)
- 2 sièges à pourvoir au conseil communautaire (CA du Pays de Landerneau-Daoulas)

| Tête de liste | Tête de liste | Parti(s) | Nuance | Premier tour | Premier tour | Second tour | Second tour | Sièges | Sièges |
| Tête de liste | Tête de liste | Parti(s) | Nuance | Voix         | %            | Voix        | %           | CM     | CC     |
| ------------- | ------------- | -------- | ------ | ------------ | ------------ | ----------- | ----------- | ------ | ------ |

### Plouescat
- Maire sortant : Éric Le Bour (MoDem)
- 27 sièges à pourvoir au conseil municipal (population légale 2022 : 3 549 habitants)
- 5 sièges à pourvoir au conseil communautaire (Haut-Léon Communauté)

| Tête de liste | Tête de liste | Parti(s) | Nuance | Premier tour | Premier tour | Second tour | Second tour | Sièges | Sièges |
| Tête de liste | Tête de liste | Parti(s) | Nuance | Voix         | %            | Voix        | %           | CM     | CC     |
| ------------- | ------------- | -------- | ------ | ------------ | ------------ | ----------- | ----------- | ------ | ------ |

### Plougasnou
- Maire sortante : Nathalie Bernard (G·s)
- 23 sièges à pourvoir au conseil municipal (population légale 2022 : 3 035 habitants)
- 2 sièges à pourvoir au conseil communautaire (Morlaix Communauté)

| Tête de liste            | Tête de liste     | Parti(s) | Nuance | Premier tour | Premier tour | Second tour | Second tour | Sièges | Sièges |
| Tête de liste            | Tête de liste     | Parti(s) | Nuance | Voix         | %            | Voix        | %           | CM     | CC     |
| ------------------------ | ----------------- | -------- | ------ | ------------ | ------------ | ----------- | ----------- | ------ | ------ |
|                          | Nathalie Bernard, | G·s      |        |              |              |             |             |        |        |
|                          |                   |          |        |              |              |             |             |        |        |
| Exprimés                 |                   |          |        |              |              |             |             |        |        |
| Votes blancs             |                   |          |        |              |              |             |             |        |        |
| Votes nuls               |                   |          |        |              |              |             |             |        |        |
| Total                    | Total             | Total    | Total  |              | 100          |             | 100         | 23     | 2      |
| Absentions               |                   |          |        |              |              |             |             |        |        |
| Inscrits / participation |                   |          |        |              |              |             |             |        |        |

### Plougastel-Daoulas
- Maire sortant : Dominique Cap (LR)
- 33 sièges à pourvoir au conseil municipal (population légale 2022 : 13 431 habitants)
- 6 sièges à pourvoir au conseil communautaire (Brest Métropole)

| Tête de liste | Tête de liste | Parti(s) | Nuance | Premier tour | Premier tour | Second tour | Second tour | Sièges | Sièges |
| Tête de liste | Tête de liste | Parti(s) | Nuance | Voix         | %            | Voix        | %           | CM     | CC     |
| ------------- | ------------- | -------- | ------ | ------------ | ------------ | ----------- | ----------- | ------ | ------ |

### Plougonvelin
- Maire sortant : Bernard Gouérec (DVD), ne se représente pas[2].
- 27 sièges à pourvoir au conseil municipal (population légale 2022 : 4 520 habitants)
- 5 sièges à pourvoir au conseil communautaire (Pays d'Iroise Communauté)

| Tête de liste | Tête de liste | Parti(s) | Nuance | Premier tour | Premier tour | Second tour | Second tour | Sièges | Sièges |
| Tête de liste | Tête de liste | Parti(s) | Nuance | Voix         | %            | Voix        | %           | CM     | CC     |
| ------------- | ------------- | -------- | ------ | ------------ | ------------ | ----------- | ----------- | ------ | ------ |

### Plougonven
- Maire sortante : Bernadette Auffret (DVD)
- 23 sièges à pourvoir au conseil municipal (population légale 2022 : 3 398 habitants)
- 2 sièges à pourvoir au conseil communautaire (Morlaix Communauté)

| Tête de liste | Tête de liste | Parti(s) | Nuance | Premier tour | Premier tour | Second tour | Second tour | Sièges | Sièges |
| Tête de liste | Tête de liste | Parti(s) | Nuance | Voix         | %            | Voix        | %           | CM     | CC     |
| ------------- | ------------- | -------- | ------ | ------------ | ------------ | ----------- | ----------- | ------ | ------ |

### Plouguerneau
- Maire sortant : Yannick Robin (DVG)
- 29 sièges à pourvoir au conseil municipal (population légale 2022 : 6 719 habitants)
- 7 sièges à pourvoir au conseil communautaire (CC du pays des Abers)

| Tête de liste | Tête de liste | Parti(s) | Nuance | Premier tour | Premier tour | Second tour | Second tour | Sièges | Sièges |
| Tête de liste | Tête de liste | Parti(s) | Nuance | Voix         | %            | Voix        | %           | CM     | CC     |
| ------------- | ------------- | -------- | ------ | ------------ | ------------ | ----------- | ----------- | ------ | ------ |

### Plouhinec
- Maire sortant : Yvan Moullec (UDI)
- 27 sièges à pourvoir au conseil municipal (population légale 2022 : 3 923 habitants)
- 8 sièges à pourvoir au conseil communautaire (CC Cap Suzin - Pointe du Raz)

| Tête de liste            | Tête de liste | Parti(s) | Nuance | Premier tour | Premier tour | Second tour | Second tour | Sièges | Sièges |
| Tête de liste            | Tête de liste | Parti(s) | Nuance | Voix         | %            | Voix        | %           | CM     | CC     |
| ------------------------ | ------------- | -------- | ------ | ------------ | ------------ | ----------- | ----------- | ------ | ------ |
|                          | Yvan Moullec, | UDI      |        |              |              |             |             |        |        |
|                          |               |          |        |              |              |             |             |        |        |
| Exprimés                 |               |          |        |              |              |             |             |        |        |
| Votes blancs             |               |          |        |              |              |             |             |        |        |
| Votes nuls               |               |          |        |              |              |             |             |        |        |
| Total                    | Total         | Total    | Total  |              | 100          |             | 100         | 27     | 8      |
| Absentions               |               |          |        |              |              |             |             |        |        |
| Inscrits / participation |               |          |        |              |              |             |             |        |        |

### Plouigneau
- Maire sortante : Joëlle Huon (PS)
- 29 sièges à pourvoir au conseil municipal (population légale 2022 : 5 039 habitants)
- 4 sièges à pourvoir au conseil communautaire (Morlaix Communauté)

| Tête de liste | Tête de liste | Parti(s) | Nuance | Premier tour | Premier tour | Second tour | Second tour | Sièges | Sièges |
| Tête de liste | Tête de liste | Parti(s) | Nuance | Voix         | %            | Voix        | %           | CM     | CC     |
| ------------- | ------------- | -------- | ------ | ------------ | ------------ | ----------- | ----------- | ------ | ------ |

### Plourin-lès-Morlaix
- Maire sortant : Guy Pennec (PS)
- 27 sièges à pourvoir au conseil municipal (population légale 2022 : 4 529 habitants)
- 3 sièges à pourvoir au conseil communautaire (Morlaix Communauté)

| Tête de liste | Tête de liste | Parti(s) | Nuance | Premier tour | Premier tour | Second tour | Second tour | Sièges | Sièges |
| Tête de liste | Tête de liste | Parti(s) | Nuance | Voix         | %            | Voix        | %           | CM     | CC     |
| ------------- | ------------- | -------- | ------ | ------------ | ------------ | ----------- | ----------- | ------ | ------ |

### Plouvien
- Maire sortant : Hervé Oldani (DVD)
- 23 sièges à pourvoir au conseil municipal (population légale 2022 : 3 930 habitants)
- 5 sièges à pourvoir au conseil communautaire (CC du pays des Abers)

| Tête de liste | Tête de liste | Parti(s) | Nuance | Premier tour | Premier tour | Second tour | Second tour | Sièges | Sièges |
| Tête de liste | Tête de liste | Parti(s) | Nuance | Voix         | %            | Voix        | %           | CM     | CC     |
| ------------- | ------------- | -------- | ------ | ------------ | ------------ | ----------- | ----------- | ------ | ------ |

### Plouzané
- Maire sortant : Yves Du Buit (HOR)
- 33 sièges à pourvoir au conseil municipal (population légale 2022 : 13 437 habitants)
- 6 sièges à pourvoir au conseil communautaire (Brest Métropole)

| Tête de liste | Tête de liste | Parti(s) | Nuance | Premier tour | Premier tour | Second tour | Second tour | Sièges | Sièges |
| Tête de liste | Tête de liste | Parti(s) | Nuance | Voix         | %            | Voix        | %           | CM     | CC     |
| ------------- | ------------- | -------- | ------ | ------------ | ------------ | ----------- | ----------- | ------ | ------ |

### Pluguffan
- Maire sortant : Alain Decourchelle (RE), ne se représente pas[2].
- 27 sièges à pourvoir au conseil municipal (population légale 2022 : 4 229 habitants)
- 3 sièges à pourvoir au conseil communautaire (Quimper Bretagne occidentale)

| Tête de liste | Tête de liste | Parti(s) | Nuance | Premier tour | Premier tour | Second tour | Second tour | Sièges | Sièges |
| Tête de liste | Tête de liste | Parti(s) | Nuance | Voix         | %            | Voix        | %           | CM     | CC     |
| ------------- | ------------- | -------- | ------ | ------------ | ------------ | ----------- | ----------- | ------ | ------ |

### Pont-de-Buis-lès-Quimerch
- Maire sortant : Pascal Prigent (PS)
- 27 sièges à pourvoir au conseil municipal (population légale 2022 : 3 571 habitants)
- 5 sièges à pourvoir au conseil communautaire (CC Presqu'île de Crozon-Aulne maritime)

| Tête de liste | Tête de liste | Parti(s) | Nuance | Premier tour | Premier tour | Second tour | Second tour | Sièges | Sièges |
| Tête de liste | Tête de liste | Parti(s) | Nuance | Voix         | %            | Voix        | %           | CM     | CC     |
| ------------- | ------------- | -------- | ------ | ------------ | ------------ | ----------- | ----------- | ------ | ------ |

### Pont-l'Abbé
- Maire sortant : Stéphane Le Doaré (LR)
- 29 sièges à pourvoir au conseil municipal (population légale 2022 : 8 403 habitants)
- 10 sièges à pourvoir au conseil communautaire (CC du Pays Bigouden Sud)

| Tête de liste            | Tête de liste      | Parti(s) | Nuance | Premier tour | Premier tour | Second tour | Second tour | Sièges | Sièges |
| Tête de liste            | Tête de liste      | Parti(s) | Nuance | Voix         | %            | Voix        | %           | CM     | CC     |
| ------------------------ | ------------------ | -------- | ------ | ------------ | ------------ | ----------- | ----------- | ------ | ------ |
|                          | Stéphane Le Doaré, | LR       |        |              |              |             |             |        |        |
|                          |                    |          |        |              |              |             |             |        |        |
| Exprimés                 |                    |          |        |              |              |             |             |        |        |
| Votes blancs             |                    |          |        |              |              |             |             |        |        |
| Votes nuls               |                    |          |        |              |              |             |             |        |        |
| Total                    | Total              | Total    | Total  |              | 100          |             | 100         | 29     | 10     |
| Absentions               |                    |          |        |              |              |             |             |        |        |
| Inscrits / participation |                    |          |        |              |              |             |             |        |        |

### Quimper
- Maire sortante : Isabelle Assih (PS)
- 49 sièges à pourvoir au conseil municipal (population légale 2022 : 64 530 habitants)
- 28 sièges à pourvoir au conseil communautaire (Quimper Bretagne occidentale)

| Tête de liste            | Tête de liste   | Parti(s) | Nuance | Premier tour | Premier tour | Second tour | Second tour | Sièges | Sièges |
| Tête de liste            | Tête de liste   | Parti(s) | Nuance | Voix         | %            | Voix        | %           | CM     | CC     |
| ------------------------ | --------------- | -------- | ------ | ------------ | ------------ | ----------- | ----------- | ------ | ------ |
|                          | Isabelle Assih, | PS       |        |              |              |             |             |        |        |
|                          |                 |          |        |              |              |             |             |        |        |
| Exprimés                 |                 |          |        |              |              |             |             |        |        |
| Votes blancs             |                 |          |        |              |              |             |             |        |        |
| Votes nuls               |                 |          |        |              |              |             |             |        |        |
| Total                    | Total           | Total    | Total  |              | 100          |             | 100         | 49     | 28     |
| Absentions               |                 |          |        |              |              |             |             |        |        |
| Inscrits / participation |                 |          |        |              |              |             |             |        |        |

### Quimperlé
- Maire sortant : Michaël Quernez (PS)
- 33 sièges à pourvoir au conseil municipal (population légale 2022 : 12 444 habitants)
- 10 sièges à pourvoir au conseil communautaire (Quimperlé Communauté)

| Tête de liste | Tête de liste | Parti(s) | Nuance | Premier tour | Premier tour | Second tour | Second tour | Sièges | Sièges |
| Tête de liste | Tête de liste | Parti(s) | Nuance | Voix         | %            | Voix        | %           | CM     | CC     |
| ------------- | ------------- | -------- | ------ | ------------ | ------------ | ----------- | ----------- | ------ | ------ |

### Le Relecq-Kerhuon
- Maire sortant : Laurent Péron (PS)
- 33 sièges à pourvoir au conseil municipal (population légale 2022 : 11 837 habitants)
- 5 sièges à pourvoir au conseil communautaire (Brest Métropole)

| Tête de liste | Tête de liste | Parti(s) | Nuance | Premier tour | Premier tour | Second tour | Second tour | Sièges | Sièges |
| Tête de liste | Tête de liste | Parti(s) | Nuance | Voix         | %            | Voix        | %           | CM     | CC     |
| ------------- | ------------- | -------- | ------ | ------------ | ------------ | ----------- | ----------- | ------ | ------ |

### Riec-sur-Bélon
- Maire sortant : Sébastien Miossec (PS)
- 27 sièges à pourvoir au conseil municipal (population légale 2022 : 4 374 habitants)
- 4 sièges à pourvoir au conseil communautaire (Quimperlé Communauté)

| Tête de liste | Tête de liste | Parti(s) | Nuance | Premier tour | Premier tour | Second tour | Second tour | Sièges | Sièges |
| Tête de liste | Tête de liste | Parti(s) | Nuance | Voix         | %            | Voix        | %           | CM     | CC     |
| ------------- | ------------- | -------- | ------ | ------------ | ------------ | ----------- | ----------- | ------ | ------ |

### Roscoff
- Maire sortante : Odile Thubert-Montagne (LÉ)
- 23 sièges à pourvoir au conseil municipal (population légale 2022 : 3 318 habitants)
- 5 sièges à pourvoir au conseil communautaire (Haut-Léon Communauté)

| Tête de liste | Tête de liste | Parti(s) | Nuance | Premier tour | Premier tour | Second tour | Second tour | Sièges | Sièges |
| Tête de liste | Tête de liste | Parti(s) | Nuance | Voix         | %            | Voix        | %           | CM     | CC     |
| ------------- | ------------- | -------- | ------ | ------------ | ------------ | ----------- | ----------- | ------ | ------ |

### Rosporden
- Maire sortant : Michel Loussouarn (DVG)
- 29 sièges à pourvoir au conseil municipal (population légale 2022 : 7 580 habitants)
- 7 sièges à pourvoir au conseil communautaire (Concarneau Cornouaille Agglomération)

| Tête de liste | Tête de liste | Parti(s) | Nuance | Premier tour | Premier tour | Second tour | Second tour | Sièges | Sièges |
| Tête de liste | Tête de liste | Parti(s) | Nuance | Voix         | %            | Voix        | %           | CM     | CC     |
| ------------- | ------------- | -------- | ------ | ------------ | ------------ | ----------- | ----------- | ------ | ------ |

### Saint-Évarzec
- Maire sortant : René Rocuet (DVD)
- 23 sièges à pourvoir au conseil municipal (population légale 2022 : 3 491 habitants)
- 5 sièges à pourvoir au conseil communautaire (CC du Pays fouesnantais)

| Tête de liste | Tête de liste | Parti(s) | Nuance | Premier tour | Premier tour | Second tour | Second tour | Sièges | Sièges |
| Tête de liste | Tête de liste | Parti(s) | Nuance | Voix         | %            | Voix        | %           | CM     | CC     |
| ------------- | ------------- | -------- | ------ | ------------ | ------------ | ----------- | ----------- | ------ | ------ |

### Saint-Martin-des-Champs
- Maire sortant : François Hamon (PS)
- 27 sièges à pourvoir au conseil municipal (population légale 2022 : 4 792 habitants)
- 3 sièges à pourvoir au conseil communautaire (Morlaix Communauté)

| Tête de liste | Tête de liste | Parti(s) | Nuance | Premier tour | Premier tour | Second tour | Second tour | Sièges | Sièges |
| Tête de liste | Tête de liste | Parti(s) | Nuance | Voix         | %            | Voix        | %           | CM     | CC     |
| ------------- | ------------- | -------- | ------ | ------------ | ------------ | ----------- | ----------- | ------ | ------ |

### Saint-Pol-de-Léon
- Maire sortant : Stéphane Cloarec (DVD)
- 29 sièges à pourvoir au conseil municipal (population légale 2022 : 6 841 habitants)
- 8 sièges à pourvoir au conseil communautaire (Haut-Léon Communauté)

| Tête de liste | Tête de liste | Parti(s) | Nuance | Premier tour | Premier tour | Second tour | Second tour | Sièges | Sièges |
| Tête de liste | Tête de liste | Parti(s) | Nuance | Voix         | %            | Voix        | %           | CM     | CC     |
| ------------- | ------------- | -------- | ------ | ------------ | ------------ | ----------- | ----------- | ------ | ------ |

### Saint-Renan
- Maire sortant : Gilles Mounier (DVD)
- 29 sièges à pourvoir au conseil municipal (population légale 2022 : 8 454 habitants)
- 8 sièges à pourvoir au conseil communautaire (Pays d'Iroise Communauté)

| Tête de liste | Tête de liste | Parti(s) | Nuance | Premier tour | Premier tour | Second tour | Second tour | Sièges | Sièges |
| Tête de liste | Tête de liste | Parti(s) | Nuance | Voix         | %            | Voix        | %           | CM     | CC     |
| ------------- | ------------- | -------- | ------ | ------------ | ------------ | ----------- | ----------- | ------ | ------ |

### Saint-Thégonnec Loc-Eguiner
- Maire sortante : Solange Creignou (PS)
- 27 sièges à pourvoir au conseil municipal (population légale 2022 : 3 118 habitants)
- 2 sièges à pourvoir au conseil communautaire (Morlaix Communauté)

| Tête de liste | Tête de liste | Parti(s) | Nuance | Premier tour | Premier tour | Second tour | Second tour | Sièges | Sièges |
| Tête de liste | Tête de liste | Parti(s) | Nuance | Voix         | %            | Voix        | %           | CM     | CC     |
| ------------- | ------------- | -------- | ------ | ------------ | ------------ | ----------- | ----------- | ------ | ------ |

### Saint-Yvi
- Maire sortant : Guy Pagnard (PS)
- 23 sièges à pourvoir au conseil municipal (population légale 2022 : 3 418 habitants)
- 3 sièges à pourvoir au conseil communautaire (Concarneau Cornouaille Agglomération)

| Tête de liste | Tête de liste | Parti(s) | Nuance | Premier tour | Premier tour | Second tour | Second tour | Sièges | Sièges |
| Tête de liste | Tête de liste | Parti(s) | Nuance | Voix         | %            | Voix        | %           | CM     | CC     |
| ------------- | ------------- | -------- | ------ | ------------ | ------------ | ----------- | ----------- | ------ | ------ |

### Scaër
- Maire sortant : Jean-Yves Le Goff (DVD)
- 29 sièges à pourvoir au conseil municipal (population légale 2022 : 5 197 habitants)
- 5 sièges à pourvoir au conseil communautaire (Quimperlé Communauté)

| Tête de liste | Tête de liste | Parti(s) | Nuance | Premier tour | Premier tour | Second tour | Second tour | Sièges | Sièges |
| Tête de liste | Tête de liste | Parti(s) | Nuance | Voix         | %            | Voix        | %           | CM     | CC     |
| ------------- | ------------- | -------- | ------ | ------------ | ------------ | ----------- | ----------- | ------ | ------ |

### Trégunc
- Maire sortant : Olivier Bellec (PS)
- 29 sièges à pourvoir au conseil municipal (population légale 2022 : 7 094 habitants)
- 7 sièges à pourvoir au conseil communautaire (Concarneau Cornouaille Agglomération)

| Tête de liste            | Tête de liste   | Parti(s) | Nuance | Premier tour | Premier tour | Second tour | Second tour | Sièges | Sièges |
| Tête de liste            | Tête de liste   | Parti(s) | Nuance | Voix         | %            | Voix        | %           | CM     | CC     |
| ------------------------ | --------------- | -------- | ------ | ------------ | ------------ | ----------- | ----------- | ------ | ------ |
|                          | Olivier Bellec, | PS       |        |              |              |             |             |        |        |
|                          |                 |          |        |              |              |             |             |        |        |
| Exprimés                 |                 |          |        |              |              |             |             |        |        |
| Votes blancs             |                 |          |        |              |              |             |             |        |        |
| Votes nuls               |                 |          |        |              |              |             |             |        |        |
| Total                    | Total           | Total    | Total  |              | 100          |             | 100         | 29     | 7      |
| Absentions               |                 |          |        |              |              |             |             |        |        |
| Inscrits / participation |                 |          |        |              |              |             |             |        |        |